# Mesostenus pertenuis
Mesostenus pertenuis är en stekelart som beskrevs av Cresson 1874. Mesostenus pertenuis ingår i släktet Mesostenus och familjen brokparasitsteklar. Inga underarter finns listade i Catalogue of Life.